# Diphyus allapsus
Diphyus allapsus är en stekelart som först beskrevs av Ezra Townsend Cresson 1865.  Diphyus allapsus ingår i släktet Diphyus och familjen brokparasitsteklar. Inga underarter finns listade i Catalogue of Life.